# مارکو آرتونگی
مارکو آرتونگی (ایتالیایی: Marco Artunghi؛ زادهٔ ۱۲ ژوئیهٔ ۱۹۶۹) دوچرخه‌سوار اهل ایتالیا است.